# Silver League FIAF 2002
La Silver League FIAF 2002 è stata la diciannovesima edizione del secondo livello del campionato italiano di football americano, organizzato dalla Federazione Italiana American Football; è stata la terza edizione a 9 giocatori e la quarta con la denominazione Silver League.

## Regular season

### Classifica

#### Girone Centro
| Pos. | Squadra            | %V   | G | V | N | P | PF | PS |
| ---- | ------------------ | ---- | - | - | - | - | -- | -- |
| 1    | Guelfi Firenze     | .800 | 5 | 4 | 0 | 1 | 87 | 42 |
| 2    | Gargoyles Perugia  | .600 | 5 | 3 | 0 | 2 | 52 | 53 |
| 3    | Crusaders Cagliari | .000 | 5 | 0 | 0 | 5 | 20 | 80 |

#### Girone Est
| Pos. | Squadra                   | %V    | G | V | N | P | PF  | PS  |
| ---- | ------------------------- | ----- | - | - | - | - | --- | --- |
| 1    | Titans Romagna            | 1.000 | 7 | 7 | 0 | 0 | 244 | 37  |
| 2    | Redskins Verona           | .714  | 7 | 5 | 0 | 2 | 196 | 123 |
| 3    | Virtus Bologna            | .286  | 7 | 2 | 0 | 5 | 64  | 177 |
| 4    | Yankees Civitanova Marche | .000  | 6 | 0 | 0 | 6 | 12  | 138 |

#### Girone Ovest
| Pos. | Squadra          | %V   | G | V | N | P | PF  | PS  |
| ---- | ---------------- | ---- | - | - | - | - | --- | --- |
| 1    | Skorpions Varese | .714 | 7 | 5 | 0 | 2 | 101 | 95  |
| 2    | Tigers Torino    | .429 | 7 | 3 | 0 | 4 | 112 | 93  |
| 3    | Bengals Brescia  | .429 | 7 | 3 | 0 | 4 | 153 | 177 |
| 4    | Warriors Torino  | .429 | 7 | 3 | 0 | 4 | 82  | 108 |

## Playoff
|  | Wild Card | Wild Card         | Wild Card      |                  |                | Semifinali     | Semifinali     | Semifinali |  |  | X SilverBowl | X SilverBowl | X SilverBowl |  |
|  |           |                   |                |                  |                |                |                |            |  |  |              |              |              |  |
|  |           |                   |                |                  |                | 1C             | Guelfi Firenze | 22         |  |  |              |              |              |  |
|  |           |                   |                |                  |                | 1C             | Guelfi Firenze | 22         |  |  |              |              |              |  |
|  |           |                   |                | Skorpions Varese | 6              |                |                |            |  |  |              |              |              |  |
|  | 1O        | Skorpions Varese  | 34             | Skorpions Varese | 6              |                |                |            |  |  |              |              |              |  |
|  | 1O        | Skorpions Varese  | 34             |                  |                |                |                |            |  |  |              |              |              |  |
|  | 3O        | Bengals Brescia   | 18             |                  |                |                |                |            |  |  |              |              |              |  |
|  | 3O        | Bengals Brescia   | 18             |                  | Guelfi Firenze | Guelfi Firenze | 20             |            |  |  |              |              |              |  |
|  |           |                   |                |                  |                |                |                |            |  |  |              |              |              |  |
|  |           |                   | Titans Romagna | Titans Romagna   | 26             |                |                |            |  |  |              |              |              |  |
|  |           |                   |                | Titans Romagna   | 26             |                |                |            |  |  |              |              |              |  |
|  |           |                   |                |                  |                |                |                |            |  |  |              |              |              |  |
|  |           |                   |                |                  |                |                |                |            |  |  |              |              |              |  |
|  |           | 1E                | Titans Romagna | 57               |                |                |                |            |  |  |              |              |              |  |
|  |           |                   |                | 57               |                |                |                |            |  |  |              |              |              |  |
|  |           |                   |                | Redskins Verona  | 2              |                |                |            |  |  |              |              |              |  |
|  | 2E        | Redskins Verona   | 46             | Redskins Verona  | 2              |                |                |            |  |  |              |              |              |  |
|  | 2E        | Redskins Verona   | 46             |                  |                |                |                |            |  |  |              |              |              |  |
|  | 2C        | Gargoyles Perugia | 38             |                  |                |                |                |            |  |  |              |              |              |  |

### X SilverBowl
Il X SilverBowl si è disputato il 27 luglio 2002 allo Stadio Alfiero Moretti di Cesenatico. L'incontro è stato vinto dai Titans Romagna sui Guelfi Firenze con il risultato di 26 a 20.

## Verdetti
- Titans Romagna vincitori del SilverBowl X.